# Jerzy Tyzenhauz
Jerzy Tyzenhauz herbu Bawół (zm. 6/7 września 1679 roku) – miecznik litewski w latach 1650–1679, starosta rujeński w 1662 roku, starosta rzeżycki w 1654 roku, starosta rumborski w 1643 roku.
Poseł sejmiku wendeńskiego na sejm nadzwyczajny 1654 roku, 1659 roku, poseł sejmiku dziewałtowskiego na sejm 1661 roku, poseł sejmiku pozwolskiego na sejmy w 1662, 1666 (II) i 1667 roku. Na sejmie 1662 roku wyznaczony z Koła Poselskiego komisarzem do zapłaty wojsku Wielkiego Księstwa Litewskiego. Na sejmie 1667 roku wyznaczony z Koła Poselskiego komisarzem do zapłaty wojsku Wielkiego Księstwa Litewskiego. Podpisał pacta conventa Michała Korybuta Wiśniowieckiego w 1669 roku. Podpisał pacta conventa Jana III Sobieskiego w 1674 roku.